# Hawkeye (série de televisão)
Hawkeye (bra: Gavião Arqueiro; prt: Hawkeye - Gavião Arqueiro) é uma minissérie estadunidense criada para o Disney+ por Jonathan Igla, baseada nos personagens Clint Barton / Gavião Arqueiro e Kate Bishop, da Marvel Comics. É a quinta série televisiva do Universo Cinematográfico Marvel (UCM) produzida pelo Marvel Studios, dando continuidade aos filmes da franquia e ocorrendo após os acontecimentos do filme Avengers: Endgame (2019). Igla atua como roteirista principal, com Rhys Thomas liderando a equipe de direção.
Jeremy Renner reprisa seu papel como Clint Barton da série de filmes, com Hailee Steinfeld estrelando como Kate Bishop. Tony Dalton, Fra Fee, Brian d'Arcy James, Aleks Paunovic, Piotr Adamczyk, Linda Cardellini, Simon Callow, Vera Farmiga, Alaqua Cox, Zahn McClarnon, Florence Pugh e Vincent D'Onofrio também estrelam. O Marvel Studios estava desenvolvendo uma série limitada para o Disney+ focada no Gavião Arqueiro em abril de 2019, com o retorno de Renner. A série foi anunciada oficialmente em julho e Igla entrou em setembro, quando Steinfeld foi escalada não-oficialmente. Rhys Thomas e Bert & Bertie entraram como diretores em julho de 2020, e as filmagens começaram em Nova York em dezembro de 2020. Steinfeld e outros membros do elenco foram confirmados, e as filmagens terminaram em abril de 2021. As filmagens adicionais ocorreram em Atlanta, Geórgia. A série de quadrinhos Hawkeye de Matt Fraction e David Aja serviu como uma grande influência para a série.
Hawkeye lançou seu dois primeiros episódios em 24 de novembro de 2021 e consiste em 6 episódios, com o útimo episódio sendo lançado em 22 de dezembro. Faz parte da Fase Quatro do MCU. A série recebeu avaliações positivas, com os críticos destacando suas sequências de ação e a química dos atores principais. Uma série spin-off, nomeada Echo, focada na personagem de Cox, Maya Lopez / Echo, foi lançada em 09 de janeiro de 2024.

## Sinopse
Um ano após os eventos de Avengers: Endgame (2019), Clint Barton deve trabalhar junto com Kate Bishop para enfrentar os inimigos de seu passado como Ronin e ainda voltar para sua família a tempo para o Natal.

## Elenco
- Jeremy Renner como Clint Barton / Gavião Arqueiro:
Um Vingador, mestre arqueiro e ex-agente da S.H.I.E.L.D..[5] A série explora ainda mais o tempo do personagem como Ronin, como mostrado pela primeira vez em Avengers: Endgame (2019).[6] Renner disse que conhecer Kate Bishop traz "uma enxurrada de problemas" na vida de Barton,[7] enquanto Barton não entende sua obsessão por ele.[8]
- Hailee Steinfeld como Kate Bishop:
Uma fã do Gavião Arqueiro de 22 anos que é pupila de Barton e está sendo treinada para assumir o manto do Gavião Arqueiro.[7][9] Ela chama a atenção de Barton se disfarçando como Ronin.[10] Steinfeld descreveu Bishop como "inteligente e espirituosa" e uma "durona", com habilidades físicas que "ultrapassam o teto",[11] enquanto Renner disse que ela tem "uma maneira maravilhosamente irritante e igualmente charmosa".[7] Steinfeld aprendeu arco e flecha porque Bishop é "autodidata" e sentiu que é um aspecto importante de sua personagem, já que ela idolatra Barton.[12] Clara Stack interpreta a jovem Kate Bishop.[13]
- Tony Dalton como Jack Duquesne:
Noivo de Eleanor e sobrinho de Armand.[14] O personagem não é o mentor de Clint na série como ele é nos quadrinhos.[15]
- Fra Fee como Kazimierz "Kazi" Kazimierczak: Um mercenário da gangue do agasalho.[16][17] Phoenix Crepin retrata o jovem Kazi.[18]
- Brian d'Arcy James como Derek Bishop: O pai falecido de Kate.[19]
- Aleks Paunovic como Ivan: Membro da gangue do agasalho.[19]
- Piotr Adamczyk como Tomas: Membro da gangue do agasalho.[19]
- Linda Cardellini como Laura Barton: Esposa de Clint e ex-agente da S.H.I.E.L.D.[20][21]
- Simon Callow como Armand Duquesne III: Tio de Jack.[14]
- Vera Farmiga como Eleanor Bishop: a mãe de Kate e uma empresária de sucesso.[19]
- Alaqua Cox como Maya Lopez: A comandante surda da Gangue do Agasalho.[22][23] Darnell Besaw, prima de Cox, interpreta a jovem Maya Lopez.[24]
- Zahn McClarnon como William Lopez: O pai falecido de Maya e um ex-comandante da Gangue do Agasalho.[22][24]
- Florence Pugh como Yelena Belova / Viúva Negra:
Uma espiã e assassina altamente treinada trabalhando para Valentina Allegra de Fontaine, caçando Clint por seu suposto envolvimento na morte de sua irmã, Natasha Romanoff.[22][25] Pugh disse que Belova está continuando "no que ela é boa, e apesar de sua irmã não estar lá, ela está de volta ao trabalho", embora sua missão de caçar Clint "configure um desafio totalmente diferente".[25]
- Vincent D'Onofrio como Wilson Fisk / Rei do Crime:
Um senhor do crime em Nova York com quem Eleanor tem ligações. D'Onofrio reprisa seu papel da série Daredevil (2015–2018), da Netflix.[26] Sobre a representação do Rei do Crime na série, as diretoras Bert & Bertie disseram que queriam levar em consideração a presença do personagem que foi estabelecida em Daredevil.[27] D'Onofrio considerou o papel uma continuação de sua interpretação em Daredevil, com uma diferença na força física, mas ainda operando "através da dor de sua infância". Ele interpretou o personagem considerando que Fisk havia recuperado o poder após perder status durante o Blip.[28] Ele acrescentou que a interpretação foi "feita com o objetivo de conectar o máximo possível de pontos de Daredevil a Hawkeye", mas reconheceu que alguns aspectos, como sua força física aprimorada, não poderiam se conectar de volta.[29]

São recorrentes na série Carlos Navarro como Enrique, membro da gangue do agasalho; Cade Woodward, Ava Russo e Ben Sakamoto reprisando seus respectivos papéis como os filhos de Clint, Nathaniel, Lila e Cooper; Jolt, um Golden retriever, interpreta Sortudo, o cachorro da Pizza; Clayton English, Adetinpo Thomas, Robert Walker-Branchaud e Adelle Drahos respectivamente como Grills, Wendy, Orville, e Missy, todos LARPers de Nova York que fazem amizade com Clint e Kate; e Ivan Mbakop como o detetive Caudle da Polícia de Nova York.
Também aparecem Jonathan Bergman como Armand VII, o neto de Armand III, e Franco Castan como o detetive Rivera, um membro do NYPD. O musical fictício do Capitão América dentro da série, Rogers: The Musical, mostra atores de teatro interpretando Thor (Jason Scott McDonald), Loki (Jordan Chin), Steve / Capitão América (Tom Feeney), Bruce Banner / Hulk (Harris Turner), Clint / Gavião Arqueiro (Avery Gillham), Natasha Romanoff / Viúva Negra (Meghan Manning), Tony Stark / Homem de Ferro (Aaron Nedrick), Scott Lang / Homem-Formiga (Nico DeJesus) e guerreiros Chitauri. Adam Pascal aparece como cidadão lider no musical. O apresentador Pat Kiernan aparece como ele mesmo.

## Episódios
| N.º | Título                                                                                        | Dirigido por  | Escrito por                   | Exibição original      |
| --- | --------------------------------------------------------------------------------------------- | ------------- | ----------------------------- | ---------------------- |
| 1 | "Never Meet Your Heroes" "Nunca Conheça seus Heróis (BR)" Nunca Conheças os Teus Heróis (PT)" | Rhys Thomas   | Jonathan Igla                 | 24 de novembro de 2021 |
| Em 2012, durante a Batalha de Nova York, uma jovem Kate Bishop testemunha Clint Barton lutando contra Chitauris e se inspira a se tornar um heroína como ele depois de, inadvertidamente, salvar sua vida. Atualmente, Clint passa o Natal com seus filhos e os leva para assistirem o musical Rogers: The Musical em Nova York. Kate participa de um leilão de gala de caridade com sua mãe, Eleanor, e descobre que ela está noiva de Jack Dusquene. Debaixo do evento, ela desocobre em um leilão do mercado negro com itens recuperados do complexo dos Vingadores, encontrando Dusquene e seu tio Armand III entre os participantes. O leilão é interrompido pela gangue do agasalho, uma gangue de rua russa que tenta recuperar um relógio entre os itens. Kate recupera o traje do Ronin de Clint e derrota a gangue enquanto usando-o. Ela foge para seu apartamento depois de resgatar um cachorro de rua da gangue, então rastreia Armand para investigar mais a fundo. Kate descobre que Armand foi assassinado em sua casa; enquanto foge da cena do crime, ela é encurralada pela gangue, mas é resgatada por Clint, que viu uma reportagem sobre o retorno do Ronin. |                                                                                               |               |                               |                        |
| 2 | "Hide and Seek" "Esconde-Esconde (BR)" Jogo de Escondidas (PT)"                               | Rhys Thomas   | Elisa Clement                 | 24 de novembro de 2021 |
| Kate leva Clint de volta para seu apartamento, mas acaba sendo atacada pelos agasalhos, e os dois são forçados a fugirem, deixando o traje do Ronin para trás. Depois de se mudar para um novo esconderijo, Clint manda seus filhos de volta para casa, prometendo voltar no dia do Natal. Ele acompanha Kate ao local de trabalho e, em seguida, recupera o traje do Ronin de um evento de LARP. Mais tarde, durante o jantar, Kate não consegue convencer Eleanor do envolvimento de Jack na morte de Armand. Ela tenta entrar em contato com Clint, sem saber que ele se permitiu ser capturado pelos agasalhos. Ela rastreia a localização de Clint, mas acaba sendo capturada. Os agasalhos então informam sua líder, Maya Lopez, sobre a captura de Clint e Kate. |                                                                                               |               |                               |                        |
| 3 | "Echoes" "Ecos (BR)/(PT)"                                                                     | Bert & Bertie | Katie Mathewson e Tanner Bean | 1 de dezembro de 2021  |
| Maya interroga Clint e Kate sobre o Ronin, que matou seu pai no passado. Clint consegue se libertar e se defender da gangue do agasalho, embora Maya quebre seu aparelho auditivo durante a luta. Depois que Kate é libertada, a dupla escapa da gangue do agasalho e conserta o aparelho auditivo de Clint. Com a intenção de aprender mais sobre a gangue do agasalho e sobre Jack, Kate convence Clint a se infiltrar na cobertura de Eleanor e usar sua conta corporativa para pesquisar o banco de dados criminal da Bishop Security. No entanto, Kate é bloqueada do sistema ao tentar burlar a segurança, enquanto Clint encontra Jack, que o ameaça com a espada do Ronin. |                                                                                               |               |                               |                        |
| 4 | "Partners, Am I Right?" "Parceiros, Certo?(BR)" Somos Parceiros, Certo? (PT)"                 | Bert & Bertie | Heather Quinn e Erin Cancino  | 8 de dezembro de 2021  |
| Clint controla a situação depois que Eleanor e Jack o reconhecem como um Vingador. Eleanor pede que ele mantenha Kate fora de sua investigação e depois entra em contato com uma pessoa desconhecida para informá-los da situação. Com a ajuda de sua esposa Laura, Clint descobre que Jack é o CEO da Sloan Limited, uma empresa de fachada que lava dinheiro para a gangue do agasalho, enquanto Kate deduz que Clint era o Ronin. Clint localiza Kazi e pede a ele para convencer Maya a desistir de sua vingança contra Ronin. Posteriormente, Laura informa Clint que o relógio roubado pela gangue do agasalho está enviando sinais de rastreamento de dentro de um apartamento. Clint e Kate vão buscá-lo e descobrem que o relógio está localizado no apartamento de Maya, onde ela também faz anotações sobre Clint e sua família. Maya aparece e ataca Kate, enquanto Clint é emboscado por um assassino mascarado. Uma luta segue entre Clint e Kate, Maya e o assassino; Kate fere Maya, forçando-a a recuar, enquanto Clint desmascara seu agressor, que é revelado ser Yelena Belova. Ela foge e Clint decide que não pode continuar colocando Kate em perigo, e termina a parceria. |                                                                                               |               |                               |                        |
| 5 | "Ronin" "Ronin (BR)/(PT)"                                                                     | Bert & Bertie | Jenna Noel Frazier            | 15 de dezembro de 2021 |
| Em 2018, Yelena e uma ex-Viúva Negra tentam libertar uma outra Viúva Negra submetida a lavagem cerebral, mas descobrem que ela não estava sobre controle. Yelena então acaba sendo vítima do Blip; ela retorna cinco anos depois e fica sabendo da morte de sua irmã, Natasha Romanoff. Atualmente, Kate retorna à casa de sua mãe e a informa sobre a empresa de fachada de Jack, levando Eleanor a chamar a polícia e mandar prendê-lo. Kate então volta para seu apartamento, onde encontra Yelena esperando por ela. Yelena conta a Kate sobre seu passado e sua missão para matar Clint. Depois de se recuperar no apartamento de Grills, Clint veste o traje do Ronin e desafia Maya para uma luta na oficina onde seu pai foi morto. Depois de incapacitar o resto da gangue do agasalho, Clint tira sua máscara e tenta convencer Maya a encerrar sua vingança e parar de perseguir sua família. Ele revela que foi avisado por um informante que trabalhava para o chefe de Maya, que queria seu pai morto. Kate retorna para ajudar Clint contra Maya e o ajuda a escapar. Maya não acredita em Clint no início, mas depois questiona Kazi, que ela suspeita ser o informante. No dia seguinte, Yelena manda mensagens para Kate e revela que ela foi contratada por Eleanor para matar Clint, e que ela está trabalhando com o chefe de Maya, o Rei do Crime.                                                                                       |                                                                                               |               |                               |                        |
| 6 | "So This Is Christmas?" "Então Já É Natal? (BR)" Já Chegou o Natal? (PT)"                     | Rhys Thomas   | Jonathan Igla e Elisa Clement | 22 de dezembro de 2021 |
| Eleanor se encontra com Wlson Fisk para romper a sua parceria, enquanto Clint e Kate assistem a uma gravação de sua conversa, e descobrem que Eleanor matou Armand e armou para que Jack fosse responsabilizado. Na véspera de Natal, Clint e Kate comparecem à festa de Natal de Eleanor no Rockefeller Center. Kate confronta a sua mãe e descobre que seu pai deve dinheiro a Fisk, o que faz com que Eleanor trabalhe com ele. Kazi tenta assassinar Eleanor por ordem de Fisk, mas depois muda seu alvo para Clint. Clint pede ajuda a Grills e aos LARPers para evacuar os convidados da festa, então mais tarde se reúne com Kate e derrota a gangue do agasalho. Kate depois sai para procurar Eleanor, enquanto Clint é confrontado por Yelena, que exige a verdade sobre a morte de Natasha. Maya chega e mata Kazi após uma breve luta. Clint luta com Yelena e, eventualmente, convence-a a desistir e poupar sua vida. Fisk tenta impedir Eleanor de escapar, mas Kate aparece e luta com ele. Usando as flechas de Clint, Kate consegue derrubar Fisk. Na sequência, Eleanor é presa pela polícia pelo assassinato de Armand, enquanto Fisk consegue escapar. Maya, no entanto, confronta Fisk e atira nele. No dia seguinte, Clint retorna para sua casa, acompanhado por Kate e seu cachorro, Sortudo. No final, Clint devolve o relógio roubado, uma recordação da S.H.I.E.L.D., para sua esposa Laura, e em seguida queima o traje do Ronin. |                                                                                               |               |                               |                        |

## Produção

### Desenvolvimento
Em setembro de 2018, a Marvel Studios estava desenvolvendo várias séries limitadas para o serviço de streaming de sua empresa-mãe Disney, Disney+, centradas em personagens de "segunda linha" dos filmes do UCM que não tinham e provavelmente não iriam estrelar seus próprios filmes. Em abril de 2019, o desenvolvimento de uma série de aventura estrelando Jeremy Renner como seu personagem do UCM, Clint Barton / Gavião Arqueiro, começou. Esperava-se que a trama seguisse Barton enquanto ele deixava o manto de Gavião Arqueiro para Kate Bishop. Feige foi confirmado para produzir a série limitada, que duraria de seis a oito episódios. Renner havia originalmente assinado um contrato para estrelar um filme solo focado em seu personagem, mas concordou em estrelar uma série depois que Feige decidiu redesenvolver o projeto para Disney+. A produtora executiva Trinh Tran acrescentou que mudar de um filme para uma série permitiu à Marvel "a flexibilidade criativa" de ter seis horas para explorar mais a história de Barton, apresentar Bishop e "permitir tempo suficiente para que eles se unissem e criassem aquela dinâmica especial que todos acham tão atraente nos quadrinho ", em vez de duas horas em um filme. Feige anunciou oficialmente Hawkeye na San Diego Comic-Con em julho.
Em setembro de 2019, Jonathan Igla foi revelado como o roteirista principal da série. Amy Berg também foi uma candidata para ser roteirista principal. Em julho de 2020, Rhys Thomas foi contratado para dirigir três episódios da série e atuar como produtor executivo, com a dupla de cineastas Bert & Bertie contratada para dirigir os outros três. Borys Kit, do The Hollywood Reporter, sentiu que a contratação desses diretores indicava que a série poderia ter um "tom alegre", dado o trabalho anterior de cada um. Brad Winderbaum, Victoria Alonso e Louis D'Esposito também atuam como produtores executivos. A série consiste em seis episódios. Os orçamentos para cada episódio foram relatados em até 25 milhões de dólares.

### Roteiro

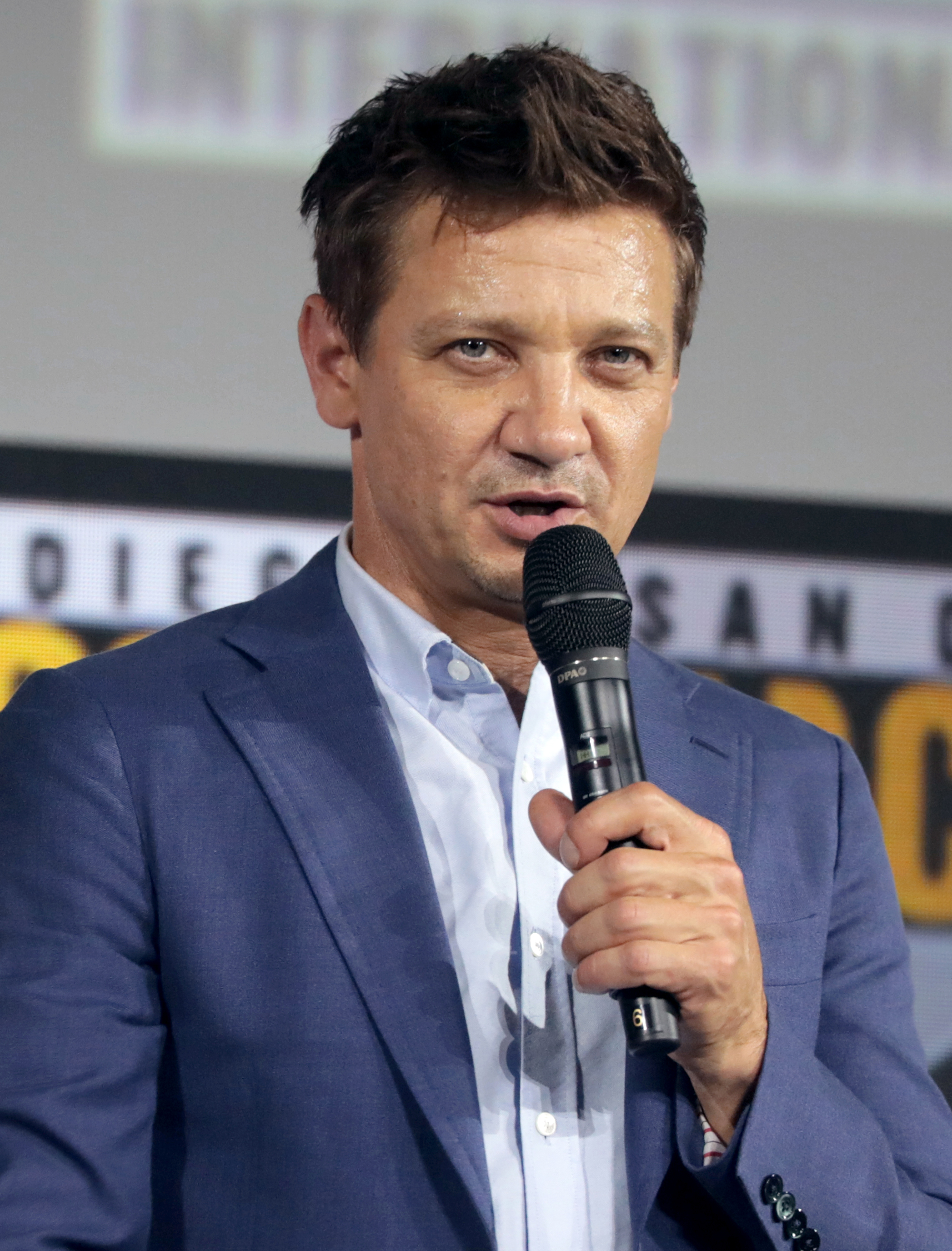
Jeremy Renner durante o anuncio oficial da série na San Diego Comic-Con International 2019.

Katie Mathewson, Tanner Bean e Elisa Clement são roteiristas da série. Ao anunciar oficialmente a série, Feige e Renner disseram que a série seguiria Clint, enquanto ele ensina Kate a ser uma "super-heroina sem superpoderes" e exploraria mais o tempo de Clint como o vigilante Ronin, que foi mostrado pela primeira vez em Avengers: Endgame (2019). Em outubro de 2019, a produtora executiva, Trinh Tran, disse que a série vai explorar o passado de Clint, e confirmou que o manto de Gavião Arqueiro seria passado para Kate. Hawkeye é baseado na série de Matt Fraction com personagem nos quadrinhos, e adapta elementos como Lucky the Pizza Dog, um golden retriever que é companheiro de Clint e Kate; a máfia do agasalho; e a perda auditiva de Clint. Clint tem uma "leveza" com ele que não era vista em suas aparições anteriores, que foi influenciada pela representação de Fraction do personagem em sua série. Fraction serviu como consultor para a série e planejou fazer uma aparição especial como um membro da Máfia do Agasalho, mas não foi capaz por causa da pandemia de COVID-19.
Hawkeye se passa na cidade de Nova York na época do Natal, após os eventos de Vingadores: Ultimato, com Tran observando que muitos, mas não todos, cidadãos de Nova York "se recuperaram e continuaram prosperando" após o Blip. Renner descreveu a série como sendo ambientada no UCM "atual", ocorrendo ao longo de cerca de uma semana. Thomas observou que havia sido discutido durante o desenvolvimento para a série ser ambientada dois anos após Endgame em 2025. Discutindo mais sobre ambientação natalina, Tran disse que "fazia sentido" ter a história de Clint ambientada naquela época, já que ele tem sua família e estaria se concentrando em tentar passar o Natal com eles depois de perdê-los durante o Blip.

### Elenco
Com o anúncio oficial da série em Julho de 2019, Jeremy Renner foi confirmando para estrelar a série como Barton. No início de setembro de 2019, foi oferecido a Hailee Steinfeld o papel de Kate Bishop, mas ainda não havia assinado para a série um mês depois. A Variety relatou que uma das razões para isso era uma cláusula de não concorrência em seu contrato com a Apple TV+ para estrelar a série Dickinson, algo que a Variety sentiu que Steinfeld seria capaz negociar para tirar do contrato. Nenhuma outra atriz foi considerada para o papel de Kate Bishop. Quando perguntada sobre estrelar a série logo depois, Steinfeld disse que "não é algo que está necessariamente acontecendo"; Steinfeld foi confirmada como Kate em dezembro de 2020. Tran observou que o Marvel Studios "não conseguia falar sobre seu envolvimento" antes, quando a anunciaram no papel, acrescentando que Steinfeld nunca estava fora da contenção e a Marvel estava apenas "tentando descobrir como podemos realizar a série" entre os relatórios iniciais e o início das filmagens para que seja lançada durante a temporada de natal de 2021.
Membros adicionais do elenco também anunciados em dezembro de 2020 foram Vera Farmiga como Eleanor Bishop, Florence Pugh como Yelena Belova / Viúva Negra, Fra Fee como Kazimierz "Kazi" Kazimierczak, Tony Dalton como Jack Duquesne, Alaqua Cox como Maya Lopez / Echo, Zahn McClarnon como William Lopez, e Brian d'Arcy James como Derek Bishop. Pugh reprisará seu papel de Black Widow (2021), que foi confirmado na cena pós-créditos em que Yelena é encarregada de caçar Barton, por Valentina Allegra de Fontaine, por ser o culpado da morte de sua irmã Natasha Romanoff. Dalton foi escalado depois que Tran ficou impressionada com sua atuação na série Better Call Saul. No mesmo mês, as fotos do set revelaram que Ben Sakamoto, Ava Russo e Cade Woodward iriam reprisar seus respectivos papéis como os filhos de Barton, Cooper, Lila e Nathaniel de filmes anteriores do UCM. Em outubro de 2021, foi revelado que Linda Cardellini estará reprisando seu papel como a esposa de Barton, Laura. Aleks Paunovic e Piotr Adamczyk também estrelam a série como Ivan e Thomas, respectivamente, membros da gangue do agasalho, junto com Simon Callow como Armand Duquesne III, e Vincent D'Onofrio como Wilson Fisk / Rei do Crime, reprisando seu papel da série Daredevil (2015–2018), da Netflix.

### Filmagens e pós-produção
As filmagens começaram no começo de Dezembro de 2020 na Cidade de Nova York, com Bert & Bertie e Rhys Thomas dirigindo, e Eric Steelberg servindo como diretor de fotografia. A série foi filmada com o título provisório de "Anchor Point". As filmagens aconteceram no centro do Brooklyn incluindo na estação de metrô "Hoyt–Schermerhorn Streets", e em Manhattan, em Washington Square Park, Midtown, Hell's Kitchen, East Village, e o Lotte New York Palace Hotel. As fotos do set de filmagens também indicavam que a série ocorreria durante a temporada de Natal e aconteceria uma festa de Natal. Filmagens adicionais ocorreram no Trilith Studios em Atlanta, Geórgia. Em 22 de fevereiro de 2021, as filmagens começaram no centro de Canton, Geórgia, por uma semana, com planos de continuar as filmagens no local durante os dias 4 e 5 de março. As filmagens terminaram em 21 de abril de 2021. As refilmagens ocorreram em Toronto, Canadá, de 7 a 9 de setembro. Terel Gibson, Rosanne Tan e Tim Roche atuam como editores.

## Trilha sonora
Foi revelado que Christophe Beck compôs a trilha sonora da série em setembro de 2021, depois de compor as trilhas de Ant-Man (2015), Ant-Man and the Wasp (2018) e WandaVision (2021). Ele é acompanhado por Michael Paraskevas como co-compositor dos três primeiros episódios. O episódio "Never Meet Your Heroes" apresenta um número musical, do musical da Broadway Rogers: The Musical, intitulado "Save the City", focado na Batalha de Nova York e escrito por Marc Shaiman e Scott Wittman. Foi lançado como single em 24 de novembro. A trilha sonora dos três primeiros episódios de Beck e Paraskevas será lançada no dia 10 de dezembro, enquanto a trilha sonora dos três últimos episódios de Beck será lançada no dia 24 de dezembro.
| Hawkeye: Vol. 1 (Episodes 1–3) [Original Soundtrack] |                                                  |         |  |
| N.º                                                  | Título                                           | Duração |  |
| 1.                                                   | "Hawkeye's Theme"                                | 1:48    |  |
| 2.                                                   | "Clock Tower Mishap"                             | 1:56    |  |
| 3.                                                   | "Battle of New York"                             | 3:49    |  |
| 4.                                                   | "Carol of the Buy & Sells"                       | 3:17    |  |
| 5.                                                   | "Ronin"                                          | 1:52    |  |
| 6.                                                   | "Sincerity"                                      | 1:28    |  |
| 7.                                                   | "Action at the Auction"                          | 3:59    |  |
| 8.                                                   | "2012"                                           | 2:50    |  |
| 9.                                                   | "In Like Clint"                                  | 2:06    |  |
| 10.                                                  | "Molotov Mazeltov"                               | 2:01    |  |
| 11.                                                  | "Discovery"                                      | 2:59    |  |
| 12.                                                  | "Bows of Holly"                                  | 0:52    |  |
| 13.                                                  | "LARP in the Park"                               | 2:32    |  |
| 14.                                                  | "Mistletoe to Toe"                               | 2:42    |  |
| 15.                                                  | "It's Beginning to Look a Lot Like Clint's Mess" | 2:47    |  |
| 16.                                                  | "Maya's Theme"                                   | 4:10    |  |
| 17.                                                  | "Sorry Santa"                                    | 3:36    |  |
| 18.                                                  | "Do You Hear What I Fear?"                       | 2:13    |  |
| 19.                                                  | "Little Dragon"                                  | 1:46    |  |
| 20.                                                  | "Fighting Over Toys"                             | 3:20    |  |
| Duração total:                                       | Duração total:                                   | 47:23   |  |

Todas as músicas compostas por Christophe Beck & Michael Paraskevas, exceto onde estiver descrito.
| Hawkeye: Vol. 2 (Episodes 4–6) [Original Soundtrack] |                                    | |         |  |
| N.º                                                  | Título                             | Performer(s)                                                                                           | Duração |  |
| 1.                                                   | "Dustup on a Housetop"             | | 4:22    |  |
| 2.                                                   | "No Words"                         | | 3:57    |  |
| 3.                                                   | "Barton Funk"                      | | 2:08    |  |
| 4.                                                   | "Arrival and Return"               | | 3:00    |  |
| 5.                                                   | "Tiny Bow"                         | | 2:55    |  |
| 6.                                                   | "Yuletide Fray"                    | | 4:45    |  |
| 7.                                                   | "Bone & Marrow"                    | | 1:22    |  |
| 8.                                                   | "A Christmas Peril"                | | 4:07    |  |
| 9.                                                   | "Wreck the Halls"                  | | 4:08    |  |
| 10.                                                  | "Star of Wonder"                   | | 1:50    |  |
| 11.                                                  | "Ruckus Around the Christmas Tree" | | 1:57    |  |
| 12.                                                  | "Give 'Em Hell"                    | | 3:02    |  |
| 13.                                                  | "I'm Sorry"                        | | 2:02    |  |
| 14.                                                  | "Archer Enemies"                   | | 2:27    |  |
| 15.                                                  | "Natasha"                          | | 3:21    |  |
| 16.                                                  | "Lady Hawk"                        | | 1:43    |  |
| 17.                                                  | "Quiver Bells"                     | | 1:55    |  |
| 18.                                                  | "Save The City"                    | Adam Pascal, Ty Taylor, Rory Donovan, Derek Klena, Bonnie Milligan, Christopher Sieber & Shayna Steele | 4:26    |  |
| Duração total:                                       | Duração total:                     | Duração total:                                                                                         | 53:05   |  |

## Marketing
A arte conceitual da série com designs para os trajes dos personagens está incluída em Expanding the Universe, um especial do Marvel Studios que estreou na Disney+ em 12 de novembro de 2019. Um trailer foi lançado em 13 de setembro de 2021. Jeremy Mathai, do /Film, disse que tudo no teaser "parece chocantemente delicioso—do tom descontraído e cômico ao relacionamento descontraído de Hailee Steinfeld e Jeremy Renner" e ficou entusiasmado com a "abordagem aparentemente de baixo risco" para a série e "aterrar tudo" em torno de Barton "apenas tentando voltar para casa para o Natal é surpreendentemente eficaz". Chaim Gartenberg, do The Verge, foi atraído pelo "tom surpreendentemente leve" do teaser e sentiu que a série iria extrair elementos dos filmes natalinos, Home Alone (1990) e Die Hard (1988). Sam Warner, do NME, descreveu o teaser como um "primeiro olhar festivo" da série, e notou o uso da música "It's the Most Wonderful Time of the Year" nele. Stephen Iervolino, do Good Morning America, disse que o teaser foi uma mistura de "ação, humor e cenas de espionagem que parecem de 007". Ryan Parker, escrevendo para o The Hollywood Reporter, notou o tom único do teaser que apresentou a série como "mais uma comédia, brincadeira de férias, embora com uma tonelada de ação". Christian Holub, da Entertainment Weekly, sentiu que a ambientação de Natal adicionou uma "vibe Esqueceram de Mim" à série e notou as muitas referências do teaser aos quadrinhos, particularmente a run de Fraction. O pôster oficial da série foi lançado no final de outubro, com John Lutz, do Collider, observando a inspiração na série de Fraction nos trajes usados por Barton e Bishop no pôster e nas cores usadas, bem como no logotipo da série.
Um episódio da série Marvel Studios: Legends foi lançado em 12 de novembro de 2021, para a celebração do "Disney+ Day", explorando Clint e usando cenas de suas aparições nos filmes do UCM. Além disso, uma cena estendida foi lançada no Disney+ Day. Em janeiro de 2021, a Marvel anunciou seu programa "Marvel Must Haves", que revela novos brinquedos, jogos, livros, roupas, decoração e outras mercadorias relacionadas a cada episódio de Hawkeye após o lançamento de um episódio. O primeiro merchandising de "Must Haves" para os episódios começou em 26 de novembro de 2021.

## Lançamento
Hawkeye lançou seus dois primeiros episódios no Disney+ em 24 de novembro de 2021. Os quatro episódios restantes foram lançados semanalmente até 22 de dezembro. Faz parte da Fase Quatro do UCM. Uma primeira exibição foi realizada em Londres em 11 de novembro de 2021, assim como em 17 de novembro em Los Angeles, no El Capitan Theatre.

## Recepção
| - 1.ª temporada (2021): Porcentagem de avaliações positivas rastreadas pelo site Rotten Tomatoes | |
|                                                                                                  | Esta página contém um gráfico que utiliza a extensão <graph>. A extensão está temporariamente indisponível e será reativada quando possível. Para mais informações, consulte o ticket T334940. |

O site Rotten Tomatoes relata um índice de aprovação de 93% com uma classificação média de 7,35 / 10, com base em 62 avaliações. O consenso crítico do site diz: "Hawkeye começa devagar, mas a ação no nível de rua é uma mudança revigorante de ritmo para o UCM—e a química entre seus protagonistas brilha mesmo quando o enredo atrasa". O Metacritic, que usa uma média ponderada, atribuiu uma pontuação de 64 em 100 com base em 20 críticos, indicando "avaliações geralmente favoráveis".
Andrew Webster, do The Verge, sentiu que Hawkeye era "algumas coisas diferentes", acrescentando: "É uma chance de passar mais tempo com um dos Vingadores menos conhecidos, é uma história de origem para um herói em ascensão, e é um drama policial ambientado em meio ao Natal na cidade de Nova York enquanto o UCM adiciona mais um gênero à sua dobra envolvente". Ele a considerou ao lado de WandaVision e Loki como o melhor do UCM no Disney+. Escrevendo para a Empire Magazine, Laura Sirikul deu à série 4 de 5 estrelas e descreveu-a como "charmosa e cheia de coração". Richard Trenholm, da Cnet, deu uma crítica positiva a série, observando que "No geral, Hawkeye não é um anti-herói torturado em busca de redenção, ele ainda é apenas o afável Jeremy Renner andando por aí parecendo mal-humorado. E a série principalmente sabe disso, colocando-o em cenas de ação que são mais divertidas do que perigosas. O episódio 2 em particular tem Clint e Kate envolvidos em um combate simulado que é divertido de assistir ao invés de perigoso para sua saúde, uma reviravolta na fórmula corajosa de cena de ação a cada episódio".
Ben Travers, do IndieWire, deu à série um 'C-', sentindo que estava "mais preocupado em preparar Kate Bishop para as fases futuras do UCM do que em criar um problema digno do tempo de dois heróis".

## Documentário especial
Em fevereiro de 2021, a série de documentários Marvel Studios: Assembled foi anunciada. Os especiais acompanham os bastidores da produção dos filmes e séries de televisão do UCM com membros do elenco e criativos adicionais. Um especial para Hawkeye, com Jeremy Renner, deve ser lançado no Disney+ assim que a série for concluída.

## Spin-off
Uma série spin-off estrelada por Alaqua Cox como Maya Lopez / Echo estava em início de desenvolvimento para o Disney+ em março de 2021, com Etan Cohen e Emily Cohen escolhidos como roteiristas e produtores executivos. Echo foi anunciada oficialmente em novembro de 2021, momento em que foi revelado que Marion Dayre seria a roteirista principal.